# Federica Salvà
Federica Salvà (Rovereto, 7 de octubre de 1971) es una deportista italiana que compitió en vela en la clase 470.
Ganó dos medallas de bronce en el Campeonato Mundial de 470, en los años 1993 y 1999, y una medalla de bronce en el Campeonato Europeo de 470 de 1997.
Participó en dos Juegos Olímpicos de Verano, Atlanta 1996 y Sídney 2000, ocupando el séptimo lugar en ambas ocasiones en la clase 470.

## Palmarés internacional
| \| Campeonato Mundial \| Campeonato Mundial \| Campeonato Mundial \| Campeonato Mundial \| \| Año \| Lugar \| Medalla \| Clase \| \| ------------------ \| ----------------------- \| ------------------ \| ------------------ \| \| 1993 \| Crozon-Morgat (Francia) \| Medalla de bronce \| 470 \| \| 1999 \| Melbourne (Australia) \| Medalla de bronce \| 470 \| \| Campeonato Europeo \| \| \| \| \| Año \| Lugar \| Medalla \| Clase \| \| 1997 \| Nieuwpoort (Bélgica) \| Medalla de bronce \| 470 \| |                         |                   |       |
| Campeonato Mundial |                         |                   |       |
| Año | Lugar                   | Medalla           | Clase |
| 1993 | Crozon-Morgat (Francia) | Medalla de bronce | 470   |
| 1999 | Melbourne (Australia)   | Medalla de bronce | 470   |
| Campeonato Europeo |                         |                   |       |
| Año | Lugar                   | Medalla           | Clase |
| 1997 | Nieuwpoort (Bélgica)    | Medalla de bronce | 470   |